# Портела-даш-Кабраш
Портела-даш-Кабраш (порт. Portela das Cabras)  —  населённый пункт и район в Португалии,  входит в округ Брага. Является составной частью муниципалитета  Вила-Верде. Находится в составе крупной городской агломерации Большое Минью. По старому административному делению входил в провинцию Минью. Входит в экономико-статистический  субрегион Каваду, который входит в Северный регион. Население составляет 256 человек на 2001 год. Занимает площадь 2,34 км².